# Софія Саксен-Вайссенфельська (1654—1724)
Софія Саксен-Вайссенфельська (нім. Sophia von Sachsen-Weißenfels, 23 червня 1654 — 31 березня 1724) — принцеса Саксен-Вайссенфельська та Кверфуртська з Альбертинської лінії Веттінів, донька герцога Саксен-Вайссенфельського та Кверфуртського Августа та принцеси Мекленбург-Шверінської Анни Марії, дружина князя Ангальт-Цербсту Карла Вільгельма.

## Біографія
Народилась 23 червня 1654 року у Галле шостою дитиною та третьою донькою в родині саксонського принца Августа та його першої дружини Анни Марії Мекленбург-Шверінської. Ім'я отримала на честь прабабусі з батьківського боку — курфюрстіни Саксонії Софії. Мала старших сестер Магдалену Сибіллу й Анну Марію та братів Йоганна Адольфа, Августа та Крістіана. Згодом сімейство поповнилося шістьома молодшими дітьми, з яких троє досягли дорослого віку.
Батько дівчинки був другим сином правлячого курфюрста Саксонії Йоганна Георга I. У зв'язку з одруженням він відмовився від архієпископської кафедри Магдебурга, залишившись, однак, фактичним керівником протестантської єпархії цього міста. У 1656 році Йоганн Георг I помер, й Август, згідно домовленості з братами щодо поділу територій, створив нове герцогство Саксен-Вайссенфельс.
Матір померла, коли Софії було 15 років. Батько невдовзі одружився вдруге.

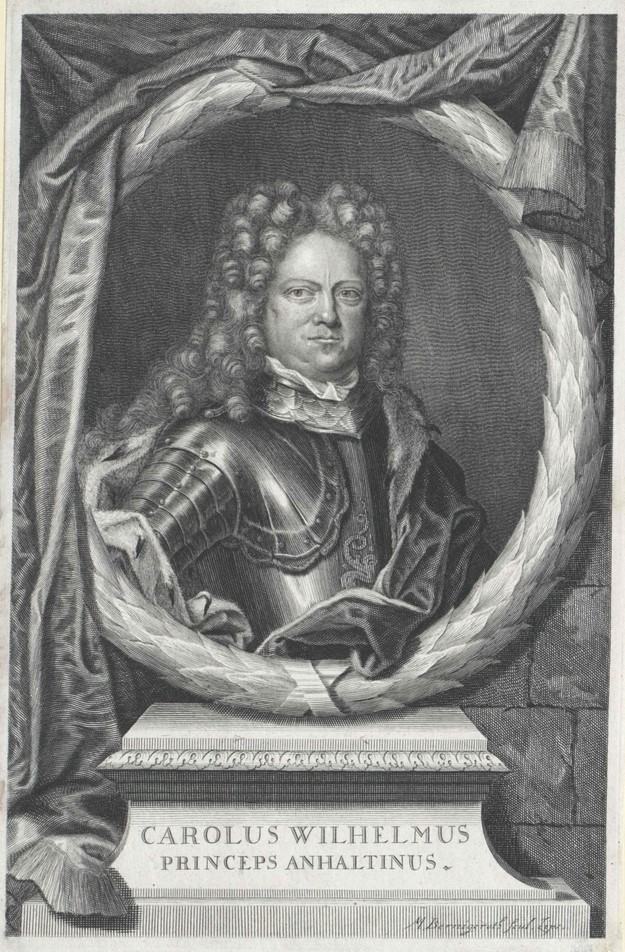
Карл Вільгельм на гравюрі невідомого майстра

Перед своїм 22-м Днем народження Софія взяла шлюб із 23-річним князем Ангальт-Цербсту Карлом Вільгельмом. Весілля відбулося 18 червня 1676 у Галле, після того як наречені урочисто в'їхали до міста напередодні. Вінчання провів придворний проповідник і головний суперінтендант Йоганн Олеаріум. На церемонії були присутніми саксонський курфюрст Йоганн Георг II і князівські родини молодят. Пара прибула до своєї Цербстської резиденції 6 липня.
Шлюб виявився гармонійним, сповненим кохання, про що свідчить той факт, що всупереч звичаям того часу у подружжя в палаці була загальна спальня. У них народилося троє дітей. У 1681 році почалося будівництво Цербстського замку, а перед Пасхою 1696 року князівське подружжя в'їхало до своєї нової домівки.
4 червня 1683 року Софія та Карл Вільгельм заклали перший камінь у фундамент нової лютеранської церкви, присвяченої Святій Трійці. Освячення її також відбулося у 1696 році.
Карл Вільгельм пішов з життя 3 листопада 1718 року у своїх апартаментах в присутності дружини, дітей та родичів. Софія пережила його на п'ять років. Була похована 7 червня 1724 року у князівській крипті кірхи Святого Варфоломія у Цербсті. Герцог Ангальту Фрідріх I у 1899 році організував перепоховання у новій родинній гробниці в замковій церкві, однак у 1946 році прах, після руйнації замку, повернули до кірхи Святого Варфоломія.

## Родина
Чоловік — Карл Вільгельм, князь Ангальт-Цербстський
Діти:
- Йоганн Август (1677–1742) — наступний князь Ангальт-Цербсту, був двічі одруженим, дітей не мав;
- Карл Фрідріх (1678–1693) — прожив 15 років;
- Магдалена Августа (1679–1740) — дружина герцога Саксен-Гота-Альтенбурзького Фрідріха II, мала численних нащадків.